# Сергиево-Посадский городской округ
Се́ргиево-Поса́дский городско́й о́круг — муниципальное образование в Московской области России.
Административный центр — город Сергиев Посад. Глава городского округа — Оксана Владимировна Ероханова.

## История
1 апреля 2019 года Сергиево-Посадский муниципальный район был упразднён, а все входившие в его состав поселения были объединены в единое муниципальное образование Сергиево-Посадский городской округ.
16 июня 2019 года Сергиево-Посадский район как административно-территориальная единица области упразднён, а вместо него образована новая административно-территориальная единица — город областного подчинения Сергиев Посад с административной территорией.
Новым губернатором Сергиево-Посадского городского округа стал Михаил Токарев, он проработал в должности главы городского округа с 17 октября 2019 по 31 марта 2023 год. С 2023 года главой был Дмитрий Александрович Акулов, проработав на этом посту до 10 августа 2024 года, пока его не взяли под стражу и не обвинили в коррупции.
9 августа 2023 года примерно в 11:00 утра на территории Загорского оптико-механического завода произошёл мощный взрыв, предварительно, на складе с пиротехникой. В результате этого события погибли 9 и пострадали более 100 человек, а также были повреждены 1135 квартир и частных домов.
10 сентября 2024 года губернатор Московской области Андрей Воробьёв объявил Оксану Владимировна Ероханову временно исполняющей полномочия главы.

## Политика

### Местное самоуправление
На данный момент на территории Сергиево-Посадского городского округа функционируют следующие органы власти:
- Администрация Сергиево-Посадского городского округа как главный орган исполнительно-распорядительной власти в городском округе. На сегодняшний день главой администрации, а соответственно и всего городского округа является Оксана Ероханова.
- Совет депутатов Сергиево-Посадского городского круга как главный орган законодательной власти в городском округе. На сегодняшний день председателем Совета депутатов является Рита Тихомирова.

### Партии
На данный момент на территории Сергиево-Посадского городского округа базируются отделения следующих партий: Единая Россия, Справедливая Россия, ЛДПР и КПРФ.
Секретарь местного отделения партии Единая Россия — Рита Тихомирова, по совместительству председатель Совета депутатов.
Руководитель местного отделения партии Справедливая Россия — Андрей Мадрасов.
Лидер местного отделения партии ЛДПР — Денис Жидких.
Первый секретарь местного отделения партии КПРФ — Денис Ахромкин.

## Население

### Национальный состав
По итогам переписи населения 2020 года проживали следующие национальности (национальности менее 0,1 % и другое, см. в сноске к строке «Другие»):
| Национальность | Численность, чел. | Доля     |
| -------------- | ----------------- | -------- |
| Русские        | 193 439           | 90,81 %  |
| Украинцы       | 1243              | 0,58 %   |
| Татары         | 910               | 0,43 %   |
| Армяне         | 737               | 0,35 %   |
| Мордва         | 342               | 0,16 %   |
| Белорусы       | 332               | 0,16 %   |
| Таджики        | 325               | 0,15 %   |
| Узбеки         | 292               | 0,14 %   |
| Азербайджанцы  | 240               | 0,11 %   |
| Другие         | 15 156            | 7,11 %   |
| Итого          | 213 016           | 100,00 % |

## Территориальное устройство
В Сергиево-Посадский городской округ по состоянию на 2024 год входит 12 муниципальных образований, а также 6 городских и 6 сельских поселений:
| №        | Муниципальное образование | Административный центр          | Количество населённых пунктов | Население (чел.) | Площадь (км²) |
| -------- | ------------------------- | ------------------------------- | ----------------------------- | ---------------- | ------------- |
| 1e-06    | Городские поселения:      |                                 |                               |                  |               |
| 1        | Богородское               | рабочий посёлок Богородское     | 14                            | ↘9473            | 75,19         |
| 2        | Краснозаводск             | город Краснозаводск             | 3                             | ↘14 198          | 40,42         |
| 3        | Пересвет                  | город Пересвет                  | 6                             | ↘13 706          | 43,63         |
| 4        | Сергиев Посад             | город Сергиев Посад             | 27                            | ↘108 887         | 224,41        |
| 5        | Скоропусковский           | рабочий посёлок Скоропусковский | 2                             | ↘6649            | 17,08         |
| 6        | Хотьково                  | город Хотьково                  | 30                            | ↘24 671          | 126,25        |
| 6.000002 | Сельские поселения:       |                                 |                               |                  |               |
| 7        | Березняковское            | деревня Березняки               | 32                            | ↘6764            | 219,21        |
| 8        | Васильевское              | посёлок Мостовик                | 26                            | ↘3406            | 186,66        |
| 9        | Лозовское                 | посёлок Лоза                    | 30                            | ↘6464            | 169,74        |
| 10       | Реммаш                    | посёлок Реммаш                  | 3                             | ↘7027            | 18,84         |
| 11       | Селковское                | деревня Селково                 | 47                            | ↘3678            | 432,54        |
| 12       | Шеметовское               | село Шеметово                   | 75                            | →9232            | 467,69        |